# Alekszandr Alekszandrovics Tolkacs
Alekszandr Alekszandrovics Tolkacs (oroszul: Александр Александрович Толкач; Minszk, 1948. október 15. –) orosz diplomata, 2009 szeptemberétől 2014 szeptember 24-éig Oroszország rendkívüli és meghatalmazott követe Magyarországon.
1975-ben végzett a moszkvai Nemzetközi Kapcsolatok Intézetében (MGIMO). Még abban az évben került a Szovjetunió külügyminisztériumának állományába. 1994-ig beosztott diplomataként a szovjet külügyminisztériumban és külszolgálaton töltött be különböző posztokat. 1994–1997 között a belgrádi orosz nagykövetségen dolgozott követtanácsosi rangban. Hazatérését követően, 1998-tól az orosz külügyminisztérium III. Területi Igazgatóságának helyettes vezetője, majd 1999–2002 között a vezetője volt. 2002-től az Oroszországi Föderáció Romániába akkreditált nagykövete volt, majd 2006–2009 között az orosz külügyminisztériumban dolgozott különleges megbízatású nagykövetként.
2004. december 28-án kapta meg a rendkívüli és meghatalmazott követi rangot. Medvegyev orosz elnök 2009. szeptember 23-án nevezte ki Oroszország budapesti nagykövetévé. Tolkacs Igor Szavolszkijt váltotta ezen a poszton, 2014-ig tartott megbízatása, utóda Vlagyimir Nyikolajevics Szergejev lett.
Angolul, horvátul és szerbül beszél.

## Külső hivatkozások
- Alekszandr Tolkacs az orosz külügyminisztérium honlapján